# معرض البصرة الدولي للكتاب
معرض البصرة الدولي للكتاب هو معرض خاص بالكتاب أقيم أول مرة في 20 أكتوبر 2021 في مدينة المعقل في محافظة البصرة، ويستقطب المعرض كتبًا لنخبة من أبرز الكتاب والمؤلفين العالميين ودور النشر المرموقة والمبدعين من مختلف أنحاء المنطقة والعالم.

## الدورة الأولى 2021
أقيم المعرض على أرض ميناء المعقل بمحافظة البصرة، بدورته الأولى باسم (بدر شاكر السيّاب) تحت شعار «البصرة تقرأ»، ونظمته جمعية الناشرين والكتبيّين بالتعاون مع اتحاد الناشرين واتحاد الكتاب، ووزارة الثقافة، ومؤسسة المدى للإعلام والثقافة والفنون.
افتتح فعاليات المعرض أسعد العيداني محافظ البصرة، وألقى كلمة بالنيابة عن رئيس الوزراء مصطفى الكاظمي، عبر فيها عن سعادته لما يمثله ذلك من حجر أساس لاستعادة دور المحافظة كملتقى للشعراء والمفكرين والمثقفين. وألقى رئيس مؤسسة المدى للإعلام والثقافة والفنون كلمته، وقال فيها:
وشهدت أيام المعرض فاعليات مختلفة، وتضمنت هذه الفعاليات جلسات وندوات شارك فيها أسماء هامة في المشهد الثقافي العراقي والعربي، بالإضافة إلى الاحتفاء بعدد من كتّاب البصرة.
وشارك في المعرض 250 دار نشر عراقية وعربية وأجنبية، بمشاركة 12 دولة و 120 شركة تجارية بضمنها محلية، من ضمنها (إيران، الكويت، مصر، الإمارات، البحرين، الهند).